# Eva Maria Marold

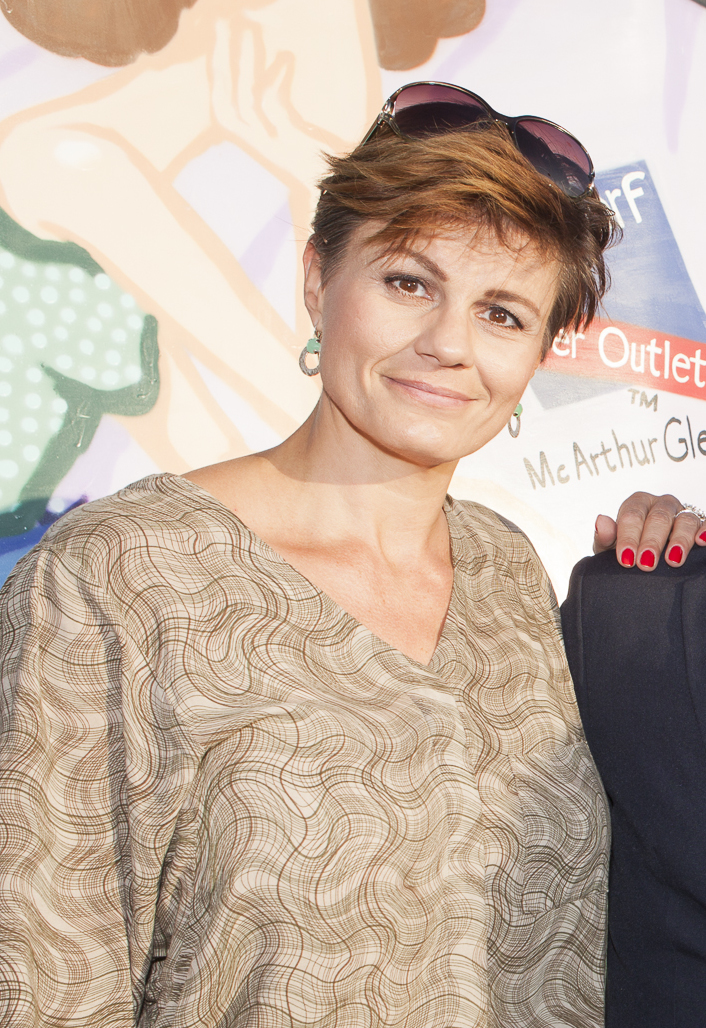
Eva Maria Marold (2013)

Eva Maria Marold (* 7. Dezember 1968 in Eisenstadt als Eva Maria Pinczolich) ist eine österreichische Theater- und Fernsehschauspielerin, Kabarettistin, Sängerin und Tänzerin.

## Leben
Eva Maria Marold studierte nach der Matura am ORG Theresianum Eisenstadt zunächst vier Jahre Englisch und Italienisch an der Universität Wien. Von 1990 bis 1993 besuchte sie das Konservatorium der Stadt Wien (Musikalisches Unterhaltungstheater, Klassische Gesangsausbildung) und lernte Schauspiel bei Eric Morris und David Hall in Los Angeles.
Ihren ersten großen Erfolg hatte sie 1997, als sie die Magda im Musical Tanz der Vampire spielte. Für diese Rolle bekam sie den International Musical Award Germany (IMAGE). Es folgten weitere Musicalrollen, etwa in Mozart!, Jekyll & Hyde, Barbarella oder Der Mann von La Mancha.
Daneben ist sie aber auch immer wieder in Kabarettprogrammen und Fernsehproduktionen zu sehen und arbeitet als Background-Sängerin an zahlreichen Musikproduktionen mit.
Eva Maria Marold hat bisher zwei Soloprogramme geschrieben, die sie im Wiener Metropol spielte.
Im Oktober 2008 veröffentlichte Marold ihre erste Solo-CD mit dem Titel „I söbst“; darauf sind Pop-Songs in österreichischem Dialekt zu hören. Mit dem gleichnamigen Programm war sie mehrere Jahre in Österreich unterwegs.
Im Jänner 2011 präsentierte sie ihr neues Kabarettprogramm „Working Mom“ im Stadttheater Walfischgasse.
Ab März 2012 war Eva Maria Marold bei der siebenten Staffel von Dancing Stars zu sehen. Sie schied in der 8. Sendung dieser Staffel am 4. Mai 2012 aus.
Seit 2004 gehört Eva Maria Marold zum Kernteam der ORF-TV-Comedy-Quizshow „Was gibt es Neues?“.
Die Schauspielerin ist Mutter zweier Söhne.

## Theater
- 1994 – Vienna Summer Love 2002 (Graumann Theater, Wien)
- 1996 – Nunnsense (82er-Haus, Gablitz)
- 1996 – Sunset Blvd. (Rhein-Main-Theater, Niedernhausen)
- 1997 – Tanz der Vampire (Raimund Theater, Wien)
- 1999 – Mozart! (Theater an der Wien)
- 2000 – Gierig & Co (Simpl, Wien)
- 2000 – Jekyll & Hyde (Neue Metropole Bremen)
- 2001 – Jesus Christ Superstar (Sommerfestival Bruck an der Leitha)
- 2001 – Jekyll & Hyde (Theater an der Wien)
- 2004 – Barbarella (Raimund Theater, Wien)
- 2006 – Der Mann von La Mancha (Sommerfestspiele Perchtoldsdorf)
- 2006 – Die Weberischen (MuseumsQuartier Wien)
- 2006 – Honigmond (Wiener Kammerspiele)
- 2006 – Die Fledermaus (Volksoper Wien)
- 2007 – Schöne Bescherung (Wiener Kammerspiele)
- 2008 – Das weiße Rössl (Wiener Kammerspiele)
- 2009 – Charlys Tante (Wiener Metropol)
- 2009 – Der Kopf des Joseph Haydn (Sommerspiele Kobersdorf)
- 2010 – Frühere Verhältnisse/Der Zettelträger Papp (Volkstheater Wien)
- 2010 – Unschuldsvermutung (Rabenhof Theater)
- 2013 – Hafen Wien (Rabenhof Theater)
- 2016 – Tankstelle der Verdammten, Eine „lausige“ Operette von Georg Ringsgwandl, ins Wienerische übertragen von Thomas Maurer, Regie: Gabi Rothmüller, Premiere 17. August 2016 im Stadtsaal in Wien[3]

## Fernsehen
- 2000: Kommissar Rex (Gastrolle)
- 2002–2003: SOKO Kitzbühel
- seit 2004: Was gibt es Neues?
- 2005: Zwei Weihnachtshunde
- 2007: Die liebe Familie – Next Generation
- 2020: Wischen ist Macht (Fernsehserie, Folgen Bombe und Shit Happens)
- 2020: SOKO Kitzbühel – Der längere Atem
- 2022: Tatort: Alles was Recht ist
- 2025: Uhudler-Verschwörung – Ein Stinatz-Krimi (Fernsehreihe)

## Soloprogramme
- 2003 – Entsetzlich musikalisch (Wiener Metropol)
- 2005 – Mutter, lass mich in Ruh! Ich steh heut nicht auf! Ich bleib im Bett! (Wiener Metropol)
- 2008 – I söbst (KonzertKabarett)
- 2011 – Working Mom (Stadttheater Walfischgasse)
- 2012 – Zu wahr, um schön zu sein
- – Von mir möcht ich singen (Premiere Rabenhof Wien)
- 2020 – Vielseitig desinteressiert (Premiere Stadtsaal Wien)
- 2023 – Radikal inkonsequent (Premiere Stadtsaal Wien)

## Publikationen
- Zu wahr, um schön zu sein 1. Auflage, Amalthea Signum, Wien 2012. ISBN 978-3-8500-2815-8.

## Auszeichnungen
- 1998 – Deutscher Musicalpreis IMAGE für die beste Nebenrolle in Tanz der Vampire
- 2014: Nominierung für den Nestroy-Theaterpreis in der Kategorie Beste Nebenrolle als Hilde in Hafen Wien am Rabenhof Theater